# Bulobana infuscata
Bulobana infuscata is een hooiwagen uit de familie Assamiidae. De wetenschappelijke naam van Bulobana infuscata gaat terug op Roewer.